# Franco Berrino
Franco Berrino (Fornovo di Taro, 30 aprile 1944) è un medico ed epidemiologo italiano.

## Biografia
Laureatosi in medicina e chirurgia magna cum laude all'Università degli Studi di Torino nel 1969 e specializzatosi in anatomia patologica, si è poi dedicato soprattutto all'epidemiologia dei tumori. Dal 1975 al 2015 ha lavorato all'Istituto Nazionale dei Tumori di Milano, dove ha diretto il Dipartimento di medicina preventiva e predittiva.
Autore di molte pubblicazioni scientifiche, ha collaborato al Food, nutrition, physical activity and the prevention of cancer, pubblicato nel 2007 dal World Cancer Research Fund International. Suoi interventi particolarmente significativi sono lo studio per lo sviluppo dei registri tumori in Italia, la collaborazione al progetto europeo sulla sopravvivenza dei malati neoplastici nei diversi paesi (progetto EUROCARE), lo studio di coorte prospettico ORDET e gli studi di intervento DIANA sulla prevenzione del cancro al seno e delle sue recidive. Attualmente è presidente della fondazione  La Grande Via per la promozione della longevità in salute attraverso il cibo, l'esercizio fisico e la ricerca spirituale.

## Pubblicazioni
- (EN)  World Health Organization, Survival of cancer patients in Europe. The EUROCARE study (a cura di Franco Berrino, Milena Sant, Arduino Verdecchia et al.), Lione, International agency for research on cancer, 1995. ISBN 92-832-2132-X.
- "Il cibo dell'uomo. Mangiar bene per vivere meglio e non ammalarsi", in AA. VV., Tumore del seno: prevenire, curare, vivere, Milano, Franco Angeli, 1999. ISBN 88-464-1160-9.
- Alimentare il benessere. Come prevenire il cancro a tavola, Milano, Franco Angeli, 2010, ISBN 978-88-568-3136-8.
- Il cibo dell'uomo. La via della salute tra conoscenza scientifica e antiche saggezze, Milano, Franco Angeli, 2015, ISBN 978-88-917-0744-4.
- La Grande Via. Alimentazione, movimento, meditazione per una lunga vita felice, sana e creativa, Franco Berrino e Luigi Fontana, Milano: Mondadori, 2017, ISBN 9788804668930
- Ventuno giorni per rinascere. Il percorso che ringiovanisce corpo e mente. Franco Berrino, Daniel Lumera, David Mariani, 2018 Edizione Mondadori.
- Medicina da mangiare, Franco Berrino, Edizioni Franco Angeli, 2018. ISBN 9788891771780
- La via della leggerezza, Franco Berrino, Marco Montagnani, Edizione Mondadori. 2019, ISBN 9788804708704
- La foresta di perle. Come ritrovare il nostro contatto con la Madre Terra, Franco Berrino, Enrica Bortolazzi, Solferino, 2022. ISBN 9788828211013
- Fermare il tempo. Con piccole dosi di cibo e benessere, Franco Berrino, Solferino, 2023. ISBN 9788828213116